# 웬데우 리라

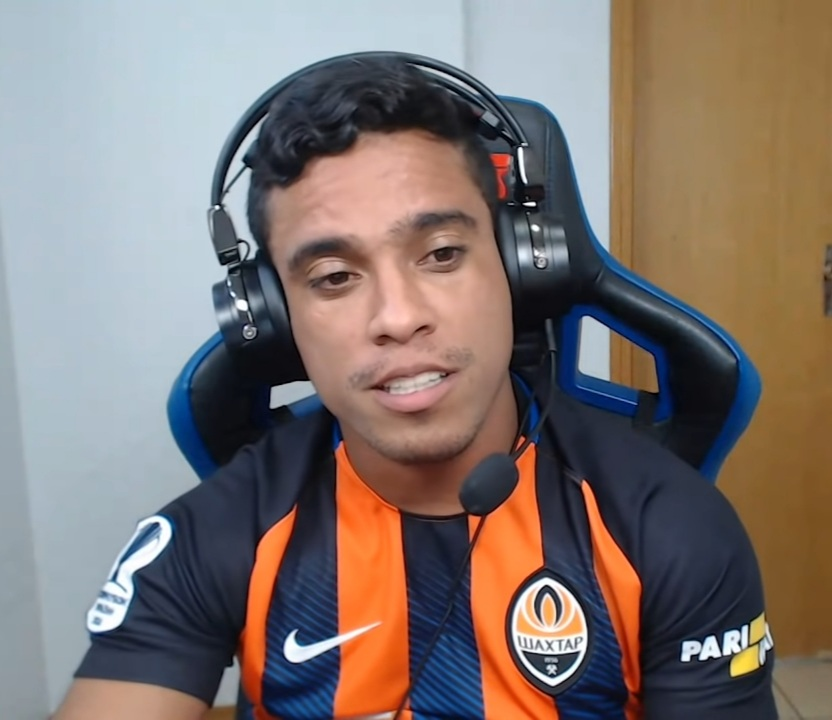

웬데우 실바 리라(Wendell Silva Lira, 1989년 1월 7일 ~ )는 브라질의 축구 선수 · 프로게이머이다.

## 축구 경력
2015년 고이아네시아 EC 선수로서 넣은 바이시클 킥 골이 FIFA 푸슈카시상 후보로 선정되어 리오넬 메시 등을 제치고 수상하였다.
2016년 7월 28일 영구적인 부상으로 은퇴했다.

## 게임 경력
웬데우 리라는 2012년에 고이아스주 FIFA 토너먼트 대회에서 우승한 적이 있다. 2015년 푸슈카시상을 받은 뒤 그는 2015년 FIFA 인터랙티브 월드컵(FIWC) 세계 챔피언인 사우디아라비아의 압둘아지즈 알셰흐리와 경기를 해서 이겼고, 2016년 FIWC에 초청받았다. 2019년 포르투갈의 스포르팅 CP e스포츠에 입단했다.